# Gerra radicalis
Gerra radicalis är en fjärilsart som beskrevs av Walker 1854. Gerra radicalis ingår i släktet Gerra och familjen nattflyn. Inga underarter finns listade i Catalogue of Life.